# Шиги
Шиги (фр. Chigy) насеље је и општина у источном делу централне Француске у региону Бургоња, у департману Јон која припада префектури Санс.
По подацима из 2011. године у општини је живело 300 становника, а густина насељености је износила 25,51 становника/km². Општина се простире на површини од 11,76 km². Налази се на средњој надморској висини од 92 метара (максималној 211 m, а минималној 90 m).

## Демографија
| 1962. | 1968. | 1975. | 1982. | 1990. | 1999. | 2011. |
| ----- | ----- | ----- | ----- | ----- | ----- | ----- |
| 211   | 234   | 227   | 210   | 195   | 201   | 300   |

График промене броја становника у току последњих година